# سیارک ۴۹۵۸
سیارک ۴۹۵۸ (به انگلیسی: 4958 Wellnitz، نامگذاری:1991NT1) چهار هزار و نهصد و پنجاه و هشتمین سیارک کشف شده‌است که در ۱۳ ژوئیه ۱۹۹۱ کشف شد.
قدر مطلق سیارک برابر ۱۱٫۵۰ است.